# Dzerjînske, Volociîsk
Dzerjînske (în ucraineană Дзержинське) este un sat în comuna Tarnoruda din raionul Volociîsk, regiunea Hmelnîțkîi, Ucraina.